# Реперфузійна терапія
Реперфузійна терапія — це медичне відновлення кровотоку через закупорені артерії або навколо них, як правило, після серцевого нападу (інфаркт міокарда). Реперфузійна терапія включає фармакологічне та хірургічне втручання. Використання тромболітиків та фібринолітиків називається тромболізисом. Хірургічне втручання може бути малоінвазивним, таким як черезшкірне коронарне втручання (ЧКВ), яке передбачає виконання коронарної ангіопластики. Під час ангіопластики для відкриття артерії використовується введення балона та/або стентів. При інвазивних операціях шунтування навкруги місця закупорки створюється обхідний шлях (шунт).
Якщо інфаркт міокарда на ЕКГ має підйом сегмента ST, що відоме як STEMI, або наявна блокада ніжки пучка Гіса, тоді пацієнту необхідна реперфузійна терапія. Підвищення сегмента ST вказує на повністю закупорену артерію, яка потребує негайної реперфузії. При інфаркті міокарда без підйому сегмента ST (NSTEMI), або при нестабільній стенокардії (їх неможливо розрізнити при початковій оцінці симптомів) кровотік присутній, але обмежений стенозом. При NSTEMI слід уникати застосування тромболітиків, оскільки немає визначеної користі від їхнього використання. Якщо стан пацієнта залишається стабільним, можна запропонувати серцевий стрес-тест. Якщо кровотік стає нестабільним, може знадобитися термінова ангіопластика. У цих нестабільних випадках застосування тромболітиків протипоказано.
Принаймні в 10 % випадків лікування STEMI не розвивається некроз серцевого м'яза. Успішне відновлення кровотоку відоме як «переривання серцевого нападу». Приблизно 25 % випадків STEMI можна припинити, якщо розпочати лікувати протягом години після появи симптомів.

## Тромболітична терапія

### Інфаркт міокарда
Тромболітична терапія показана для лікування STEMI — якщо її можна розпочати протягом 12 годин після появи симптомів і пацієнт відповідає критеріям виключення, а коронарна ангіопластика не доступна негайно. Тромболізис найбільш ефективний у перші дві години. Через 12 годин ризик внутрішньочерепної кровотечі, пов'язаної з тромболітичною терапією, переважує будь-яку користь. Оскільки незворотне пошкодження відбувається протягом 2–4 годин після інфаркту, існує обмежений проміжок часу для ефективної реперфузії.
Тромболітичні препарати протипоказані для лікування нестабільної стенокардії та NSTEMI, а також для лікування пацієнтів із ознаками кардіогенного шоку.
Хоча ідеального тромболітичного агента не існує, теоретично він мав би призводити до швидкої реперфузії, мати високу частоту переносимості, бути специфічним для нещодавно утворених тромбів, легко та швидко вводитися, мати низький ризик внутрішньомозкової та системної кровотечі, не мати антигенності, несприятливих гемодинамічних ефектів або клінічно значущої взаємодії з лікарськими засобами та бути економічно ефективним. Доступні цей час тромболітичні агенти включають стрептокіназу, урокіназу та альтеплазу (рекомбінантний тканинний активатор плазміногену, rtPA). Зовсім недавно використовувалися тромболітики, подібні за структурою до rtPA, такі як ретеплаза і тенектеплаза. Ці нові препарати мають принаймні таку ж ефективність, як і rtPA, при значно легшому застосуванні. Тромболітичний засіб, що використовується для конкретної людини, залежить від уподобань установи та віку пацієнта.
Залежно від тромболітичного агента, який використовується, може бути корисна додаткова антикоагуляція гепарином або низькомолекулярним гепарином. З tPa та спорідненими агентами (ретеплазою та тенектеплазою) гепарин необхідний для підтримки відкритості коронарної артерії. Через антикоагулянтний ефект виснаження фібриногену при лікуванні стрептокіназою і урокіназою це менш необхідно.

### Неефективність тромболітиків
Тромболітична терапія для купірування інфаркту міокарда не завжди ефективна. Ступінь ефективності тромболітиків залежить від часу, що минув з моменту початку інфаркту міокарда, причому найкращі результати спостерігаються, якщо тромболітик використовується протягом двох годин після появи симптомів. Рівень неефективності тромболітиків може досягати 50 %. У випадках, коли тромболітик не відкриває пов'язану з інфарктом коронарну артерію, пацієнту або призначають консервативне лікування антикоагулянтами та дозволяють «завершити інфаркт», або потім виконують черезшкірне коронарне втручання (і коронарну ангіопластику). У цьому випадку черезшкірне коронарне втручання відоме як «ЧКВ порятунку» або «ЧКВ спасіння». Через дію тромболітика ускладнення, зокрема кровотечі, значно вищі при екстреному ЧКВ, ніж при первинному ЧКВ.

### Побічні ефекти
Серйозним побічним ефектом застосування тромболітиків є внутрішньочерепна кровотеча і наступний інсульт. Фактори ризику розвитку внутрішньочерепної кровотечі включають попередній епізод ВЧК, похилий вік людини та схему тромболітичної терапії, яка використовується. Загалом ризик ВЧК через тромболітики становить від 0,5 до 1 %.

## Коронарна ангіопластика
Переваги швидкої первинної ангіопластики перед тромболітичною терапією при гострому STEMI наразі добре доведені. При швидкому виконанні ангіопластика відновлює кровообіг у заблокованій артерії більш ніж у 95 % пацієнтів порівняно зі швидкістю реперфузії приблизно в 65 %, досягнутою при тромболізисі. Логістичні та економічні перешкоди стають на шляху більш широкому застосуванню ангіопластики. Застосуванню коронарної ангіопластики для купірування інфаркту міокарда передує первинне черезшкірне коронарне втручання. Метою оперативної ангіопластики є відкриття артерії якнайшвидше, бажано протягом 90 хвилин після звернення пацієнта до відділення невідкладної допомоги. Цей час називається часом «від дверей до балона».
ЧКВ включає виконання коронарної ангіограми для визначення розташування ураження судини з подальшою балонною ангіопластикою (і часто розгортанням внутрішньокоронарного стента) стенозованого сегмента. У деяких ситуаціях для спроби аспірації (видалення) тромбу перед балонною ангіопластикою може бути використаний екстракційний катетер. Хоча використання інтракоронарних стентів не покращує короткострокові результати первинного ЧКВ, їхнє використання широко поширене через меншу кількість процедур для лікування рестенозів порівняно з балонною ангіопластикою.
Ад'ювантна терапія під час ангіопластики включає внутрішньовенне введення гепарину, аспірину та клопідогрелю. Інгібітори глікопротеїну IIb/IIIa часто використовуються під час первинної ангіопластики для зниження ризику ішемічних ускладнень під час процедури. Через використання антиагрегантів і антикоагулянтів під час первинної ангіопластики ризик кровотечі, пов'язаної з процедурою, вищий, ніж під час планової процедури.

## Аортокоронарне шунтування

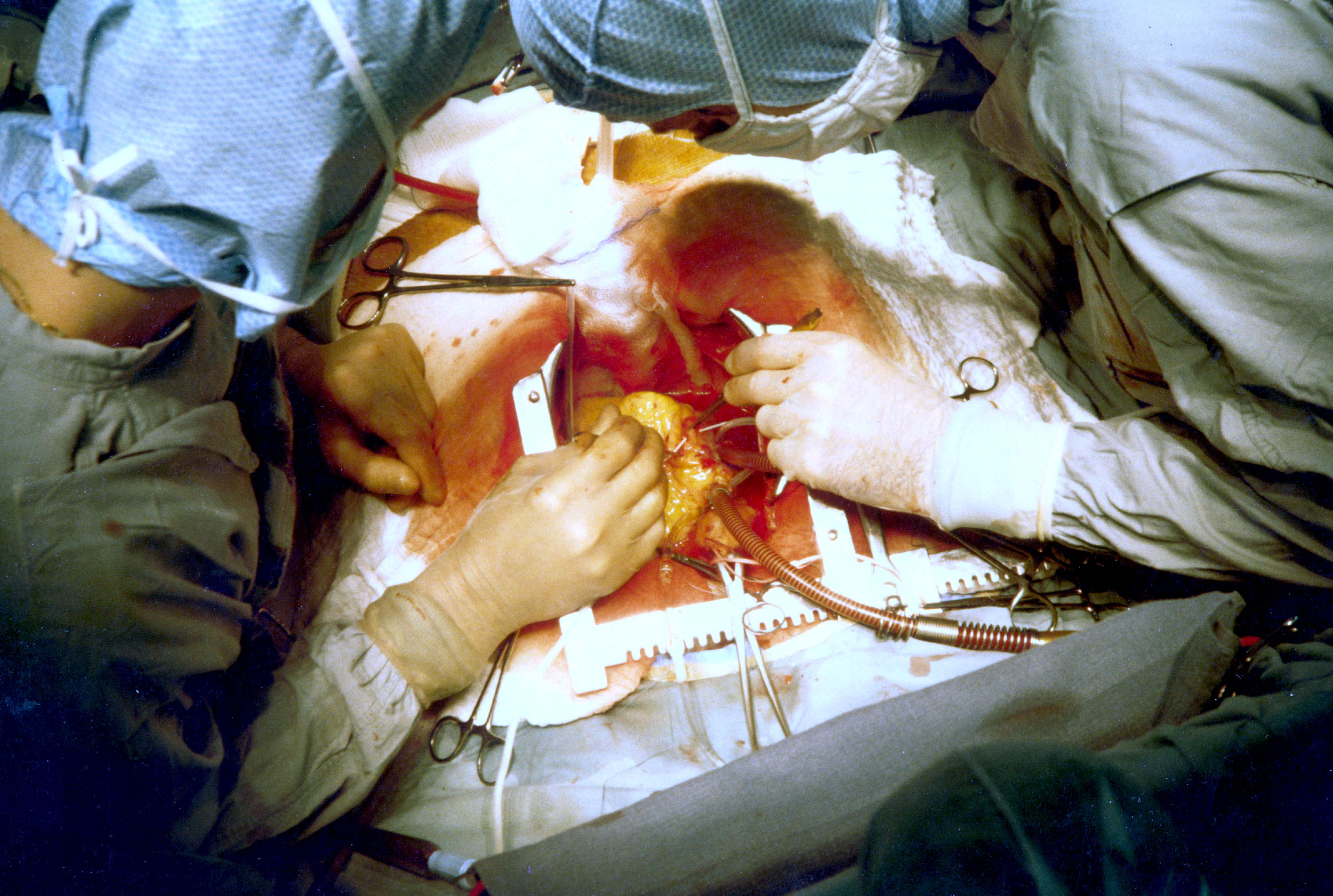
Аортокоронарне шунтування під час мобілізації (звільнення) правої коронарної артерії від навколишньої тканини, жирової тканини (жовтого кольору). Трубка, видима внизу, є аортальною канюлею. Трубка над ним (прихована хірургом праворуч) є венозною канюлею (отримує кров від тіла). У хворого зупиняють серце і перетискають аорту. Голова пацієнта (не видно) знаходиться внизу.

Екстрене шунтування для лікування гострого інфаркту міокарда (ІМ) менш поширене, ніж ЧКВ або тромболізис. З 1995 по 2004 рік відсоток людей з кардіогенним шоком, які отримували первинне ЧКВ, зріс з 27,4 % до 54,4 %, тоді як збільшення частоти аортокоронарного шунтування (АКШ) становило лише з 2,1 % до 3,2 %. Екстрене АКШ зазвичай проводиться для одночасного лікування механічних ускладнень, таких як розрив папілярного м'яза або дефект міжшлуночкової перегородки, з наступним кардіогенним шоком. При неускладненому ІМ рівень смертності може бути високим, якщо операція виконується відразу після інфаркту. Якщо прийнято цей варіант, пацієнта слід стабілізувати перед операцією за допомогою підтримуючих втручань, таких як використання внутрішньоаортального балонного насоса. У пацієнтів, у яких після інфаркту міокарда розвивається кардіогенний шок, як ЧКВ, так і АКШ є задовільними варіантами лікування з однаковими показниками виживання.
Операція АКШ передбачає імплантацію артерії або вени пацієнта у коронарну артерію для обходу звужень або оклюзій. Можна використовувати кілька артерій і вен, однак трансплантати внутрішньої артерії молочної залози продемонстрували значно кращу довготривалу прохідність, ніж трансплантати великої підшкірної вени. У пацієнтів з ураженими двома або більше коронарними артеріями операція шунтування пов'язана з більш високими віддаленими показниками виживання порівняно з ЧКВ. У пацієнтів з односудинним захворюванням хірургічне втручання є порівняно безпечним і ефективним та може бути варіантом лікування в окремих випадках. Операція шунтування коштує більше, але в довгостроковій перспективі стає економічно ефективною. Хірургічне шунтування є більш інвазивним, але несе менший ризик повторних процедур (які можуть бути малоінвазивними).

## Реперфузійна аритмія
Ознакою успішної реперфузії є прискорений ідіовентрикулярний ритм, що має вигляд повільної шлуночкової тахікардії. Лікувати цей ритм не потрібно, оскільки він рідко переходить у більш серйозне порушення ритму.